# كارلوس دياز (لاعب كرة قاعدة)
كارلوس دياز (بالإنجليزية: Carlos Diaz)‏ هو لاعب كرة قاعدة أمريكي، ولد في 7 يناير 1958 في كانيوهي ‏ في الولايات المتحدة، وتوفي في 28 سبتمبر 2015 في كايلو (هاواي) في الولايات المتحدة.

## وصلات خارجية
- كارلوس دياز على موقع دوري كرة القاعدة الرئيسي (الإنجليزية)
- كارلوس دياز على موقعبيزبول رفرنس.كوم (الدوري الرئيسي) (الإنجليزية)
- كارلوس دياز على موقعبيزبول رفرنس.كوم (الدوري الثانوي) (الإنجليزية)
- كارلوس دياز على موقع إي إس بي إن.كوم (أم.أل.بي) (الإنجليزية)
- كارلوس دياز على موقع مشجعي الرسوم البيانية (الإنجليزية)